# Penyandingan (Tanjung Agung)
Penyandingan is een bestuurslaag in het regentschap Muara Enim van de provincie Zuid-Sumatra, Indonesië. Penyandingan telt 1344 inwoners (volkstelling 2010).